# Pierwszy rząd Arsenija Jaceniuka
Pierwszy rząd Arsenija Jaceniuka – rząd Ukrainy funkcjonujący od 27 lutego do 2 grudnia 2014. Powstał w wyniku wydarzeń Euromajdanu, fali protestów na Ukrainie trwających od końca 2013.
Po wyborach parlamentarnych w 2012 władzę utrzymało zaplecze polityczne prezydenta Wiktora Janukowycza; powstał wówczas drugi rząd Mykoły Azarowa zdominowany przez Partii Regionów. Upadek tego środowiska politycznego nastąpił na skutek wydarzeń Euromajdanu. 28 stycznia 2014 premier podał się do dymisji, która została tego samego dnia przyjęta. Na stronę protestującej opozycji przechodzili kolejni deputowani do Rady Najwyższej, a Wiktor Janukowycz został odsunięty od władzy (nowo wybranemu przewodniczącemu parlamentu Ołeksandrowi Turczynowowi powierzono wykonywanie obowiązków głowy państwa).
Wieczorem 26 lutego 2014 na głównej scenie placu Niepodległości w Kijowie ogłoszono kandydaturę Arsenija Jaceniuka na stanowisko premiera oraz przedstawiono proponowany skład jego gabinetu. M.in. na wicepremierów zgłoszono Borysa Tarasiuka oraz Olhę Bohomołeć (nie objęli tych stanowisk). Tekę ministra spraw zagranicznych powierzono Andrijowi Deszczycy (został wyłącznie p.o. ministra). Torturowany w trakcie protestów Dmytro Bułatow, jeden z liderów Automajdanu został powołany na stanowisko ministra młodzieży i sportu. Tekę ministra spraw wewnętrznych powierzono Arsenowi Awakowowi, który kilka dni wcześniej został pełniącym obowiązki ministra.
Następnego dnia Ołeksandr Turczynow poinformował o powstaniu w Radzie Najwyższej nowej koalicji parlamentarnej o nazwie Wybór Europejski, do której zdecydowało się wejść 250 deputowanych. Koalicja ta wysunęła na funkcję premiera Arsenija Jaceniuka, który został zatwierdzony na tym stanowisku przez Radę Najwyższą (za zagłosowało 371 posłów w 450-osobowym parlamencie). Następnie Rada Najwyższa większością 331 głosów wybrała zaproponowany przez premiera skład rządu. Nowy gabinet zmagał się z aneksją Krymu przez Rosję oraz wojną w Donbasie.
27 listopada 2014, po przedterminowych wyborach parlamentarnych i utworzeniu koalicji w Radzie Najwyższej nowej kadencji, premier podał rząd do dymisji. 2 grudnia 2014 parlament zwolnił ministrów z ich obowiązków. Tego samego dnia powołany został drugi gabinet dotychczasowego premiera.

## Skład gabinetu
- Premier Arsenij Jaceniuk:
- Pierwszy wicepremier: Witalij Jarema (do 19 czerwca 2014)
- Wicepremier: Ołeksandr Sycz
- Wicepremier, minister rozwoju regionalnego, budownictwa, mieszkalnictwa i służb publicznych: Wołodymyr Hrojsman (do 27 listopada 2014)
- Minister sprawiedliwości: Pawło Petrenko
- Minister finansów: Ołeksandr Szłapak
- Minister rozwoju gospodarczego i handlu: Pawło Szeremeta (do 2 września 2014), Anatolij Maksiuta (p.o., od 3 września do 8 października 2014), Wałerij Piatnycki (p.o., od 8 października 2014)
- Minister oświaty i nauki: Serhij Kwit
- Minister polityki społecznej: Ludmyła Denisowa
- Minister środowiska: Andrij Mochnyk
- Minister kultury: Jewhen Nyszczuk
- Minister gabinetu ministrów: Ostap Semerak
- Minister zdrowia: Ołeh Musij
- Minister energetyki i polityki węglowej: Jurij Prodan
- Minister młodzieży i sportu: Dmytro Bułatow
- Minister spraw wewnętrznych: Arsen Awakow
- Minister polityki rolnej: Ihor Szwajka
- Minister infrastruktury: Maksym Burbak
- Minister obrony: Ihor Teniuch (p.o., do 25 marca 2014[8]), Mychajło Kowal (p.o., od 25 marca do 3 lipca 2014), Wałerij Hełetej (od 3 lipca do 14 października 2014), Stepan Połtorak (od 14 października 2014)
- Minister spraw zagranicznych: Andrij Deszczycia (p.o., do 19 czerwca 2014), Pawło Klimkin (od 19 czerwca 2014)